# Monica Dickens
Monica Enid Dickens (ur. 10 maja 1915 w Londynie, zm. 25 grudnia 1992 w Reading) – angielska pisarka, prawnuczka Charlesa Dickensa. Pisała powieści z wątkami autobiograficznymi. 

## Życie i twórczość
Urodziła się w Londynie, w dzielnicy Kensington. Jej ojcem był Henry Charles Dickens, adwokat – syna sir Henry'ego Fieldinga Dickensa, sędziego, jednego z ośmiorga dzieci Charlesa Dickensa. Matka Fanny (z domu Runge) była pochodzenia niemieckiego. Uczęszczała do prywatnej szkoły dla dziewcząt w Londynie, z której jednak została wydalona po tym, jak w akcie młodzieńczego buntu wrzuciła do rzeki swój szkolny mundurek. 
Pisanie nie było jej pierwszym powołaniem. W 1935 zaczęła studia w szkole teatralnej, ale z powodu braku talentu nie została aktorką. Zaczęła wówczas podejmować różne prace, ukrywając swoje uprzywilejowane pochodzenie; była kucharką, sprzątaczką, pokojówką, nianią, kelnerką na bankietach. Te doświadczenia posłużyły jej jako materiał pisarski. W swojej pierwszej wydanej w 1939 książce One Pair of Hands (Jedna para rąk) z humorem opisała stosunki między bogatymi pracodawcami a służbą. W 1940 opublikowała powieść Mariana o dziewczynie dorastającej w latach 30. XX wieku. 
Po wybuchu II wojny światowej została pielęgniarką, by móc opiekować się rannymi żołnierzami. Na podstawie tych doświadczeń w 1942 powstała książka One Pair of Feet (Jedna para stóp). Przed zatrudnieniem się w szpitalu przez rok naprawiała silniki Rolls-Royce Spitfire do samolotów myśliwskich. Po wojnie zatrudniła się jako reporterka w lokalnej gazecie. Doświadczenia z tej pracy posłużyły do napisania kolejnej książki My Turn to Make the Tea (Moja kolej parzenia herbaty) (1951).
W 1951 wyszła za mąż za Amerykanina, Roya Strattona, oficera US-Marine, autora dwóch powieści kryminalnych. Zamieszkała z nim w Waszyngtonie. W 1953 roku przenieśli się do Cape Cod w stanie Massachusetts. Adoptowali dwie córki Prudence i Pamelę. Przez 20 lat prowadziła stałą rubrykę w tygodniku dla kobiet „Woman's Own”. Kolejne jej powieści to: No More Meadows (Nigdy więcej łąk) (1953), The Winds of Heaven (Wiatry niebios) (1955), The Angel in the Corner (Anioł w rogu) (1956), Man Overboard (Człowiek za burtą) (1958), The Heart of London (Serce Londynu) (1961), Cobbler's Dream (Sen szewca) (1963; kupiony przez Yorkshire Television na scenariusz na 30-odcinkowy serial dla dzieci, którego akcja dzieje się w małym miasteczku Follyfoot), Kate i Emma (1964) oraz The Room Upstairs (Pokój na górze) (1966). Czytelnikom podobał się jej zabawny sposób pisania i wnikliwa obserwacja ludzkich zachowań; niekiedy porównywano ją do słynnego pradziadka. 
W latach 1970. pisała dużo dla dzieci. Działała w National Society for the Prevention of Cruelty to Children (Krajowe Towarzystwo Zapobiegania Okrucieństwu wobec Dzieci). Współpracowała z wieloma organizacjami charytatywnymi; w 1974 w Bostonie w stanie Massachusetts założyła pierwszy amerykański oddział organizacji zapobiegania samobójstwom o nazwie Samarytanin. Doprowadziła do zainstalowania wysokich barier na mostach Bourne i Sagamore przez kanał Cape Cod.
W 1974 wydano powieść Last Year When I Was Young (W zeszłym roku, kiedy byłam młoda), w 1978 roku ukazała się jej autobiografia An Open Book (Otwarta księga).
Następnie napisała cztery kolejne książki dla dzieci z cyklu The Messenger (Posłaniec) – The Messenger (1985), Ballad of Favor (Ballada o przysłudze) (1985), Cry of a Seagull (Krzyk mewy)(1985) i The Haunting of Bellamy 4 (W Bellamy 4 straszy, gdzie Bellamy 4 jest nazwą oddziału dziecięcego w miejscowym szpitalu) (1986).
Po śmierci męża w 1985 Dickens postanowiła wrócić do Anglii. Zamieszkała w Brightwalton w Berkshire. 
Pod koniec 1990 zachorowała na nowotwór jelit. Jej ostatnią powieścią była One Of The Family (Ktoś z rodziny), która ukazała się pośmiertnie w 1993. Dickens zmarła 25 grudnia 1992 w wieku 77 lat w szpitalu w Reading w Anglii.
Napisała około 30 powieści dla dorosłych, 12 książek dla dzieci, 3 scenariusze filmowe. Nie była publikowana w Polsce.